# Сойди, Моисей
«Сойди, Моисей» (англ. Go Down, Moses) — сборник из семи взаимосвязанных рассказов Уильяма Фолкнера, который часто называют романом (в частности, на этом жанровом определении настаивал сам автор в последние годы жизни). Они объединены вокруг семейства Маккаслинов.
Действие всей книги, как и многих произведений Фолкнера, происходит в вымышленном округе Йокнапатофа, штат Миссисипи. Среди центральных тем произведения — рабство, чем и обусловлен выбор заглавия. Книга названа так же, как известный спиричуэл «Go Down Moses» на тему Исхода; прямая параллель между рабством евреев в Египте в библейской истории проводится в последнем рассказе, где персонаж Молли Бешам повторяет, что её правнук был «продан фараону».

## История создания
Согласно замыслу Фолкнера, структура книги должна была повторять ту, которую автор уже использовал в «Непобеждённых». Однако объединить уже написанные несвязанные друг с другом рассказы на негритянскую тематику в единое произведение оказалось достаточно трудно. В результате из тех рассказов, которые Фолкнер изначально задумывал использовать в книге, три были объединены в один, один исключён, и дописано ещё три (в работе над ними были использованы ещё два рассказа, один из которых ранее не публиковался). Фолкнер работал над книгой с мая по декабрь 1941 года, и в марте 1942 она выпущена издательством «Random House», которое добавило подзаголовок «и другие рассказы». В дальнейших публикациях подзаголовок был снят по требованию автора.
На русском языке книга издавалась в переводе коллектива авторов — В. Голышева, О. Сороки, Е. Голышевой, Н. Рахмановой.

## Рассказы
- Было (англ. Was)
- Огонь и очаг (англ. The Fire and the Hearth)
- Чёрная арлекинада (англ. Pantaloon in Black)
- Старики (англ. The Old People)
- Медведь (англ. The Bear)
- Осень в дельте (англ. Delta Autumn)
- Сойди, Моисей (англ. Go Down, Moses)